# SCB-27
SCB-27, (tên lóng: "Two Seven-Alpha" hay "Two Seven-Charlie") là tên gọi của Hải quân Hoa Kỳ cho một loạt những nâng cấp dành cho lớp tàu sân bay Essex (cả phiên bản "thân ngắn" lẫn "thân dài" Ticonderoga), được thực hiện từ năm 1947 đến năm 1955. Những nâng cấp này dự định cho phép những tàu sân bay thời Thế Chiến II có thể vận hành thế hệ máy bay phản lực.
Tàu sân bay Oriskany (CV-34), chưa hoàn tất và bị bỏ không sau khi Thế Chiến II kết thúc, được sử dụng như nguyên mẫu và được đặt hàng lại theo tiêu chuẩn SCB-27. Mọi tàu sân bay lớp Essex đã được nâng cấp lên chuẩn SCB-27, ngoại trừ chiếc Lake Champlain (CV-39), sau này đều tiếp tục được nâng cấp trong chương trình hiện đại hóa SCB-125.

## Cải biến

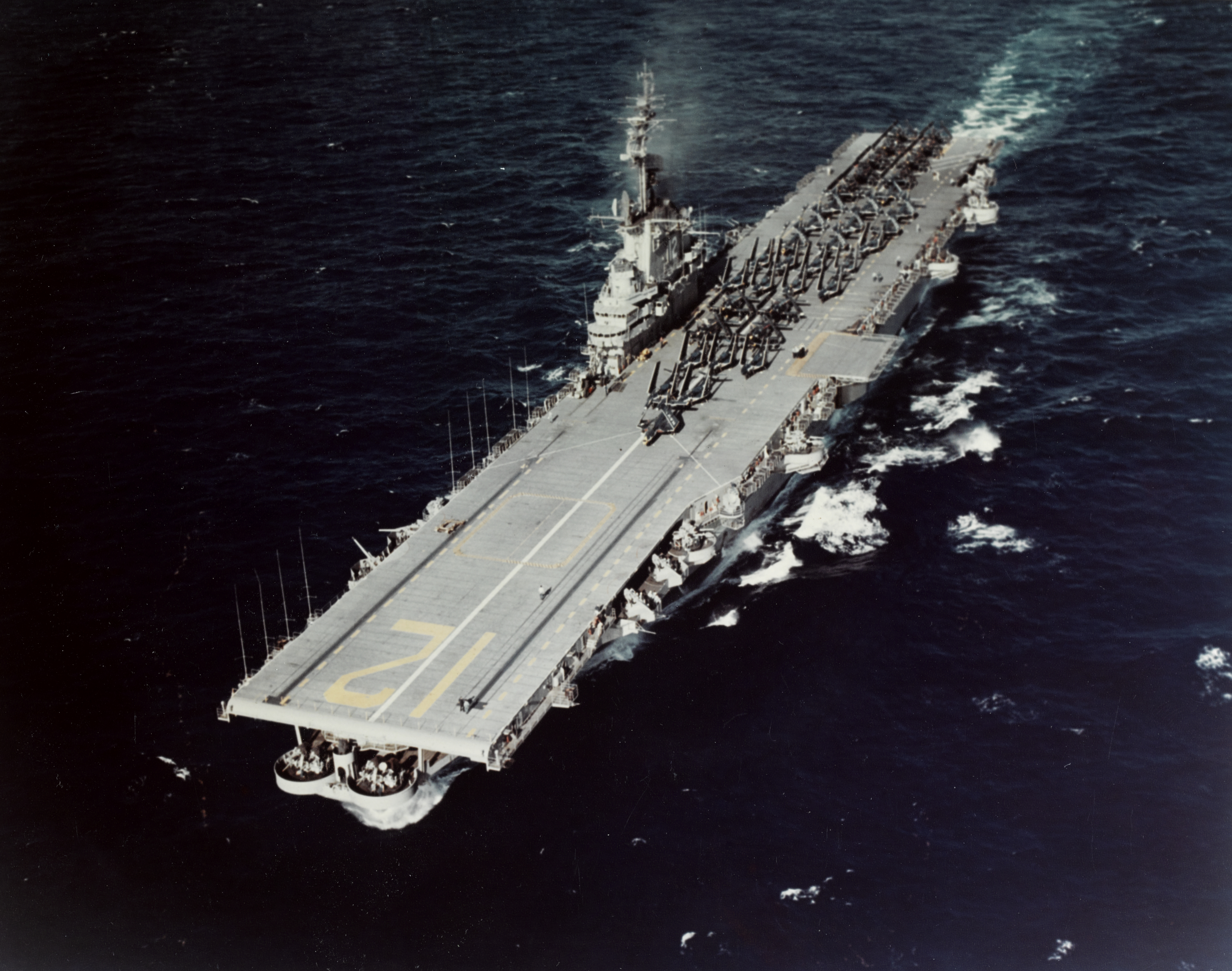
USS Hornet trong cấu hình SCB-27A, tháng 1 năm 1954.

Một cách chính thức, Chương trình SCB (Ship Characteristics Board) liên quan đến việc hoàn tất chiếc Oriskany, vốn bị bỏ không kể từ khi chiến tranh chấm dứt; các chương trình SCB-27A và 27C dành cho việc tái cấu trúc những chiếc trước đó. Việc hiện đại hóa khá toàn diện, mất khoảng hai năm cho mỗi con tàu. Để vận hành những máy bay nặng hơn và nhanh hơn của thời đại phản lực, cấu trúc sàn đáp được gia cố, chịu đựng được máy bay nặng cho đến 52.000 pound (23.587 kg), cụ thể là chiếc North American AJ Savage. Thang nâng máy bay cũng lớn và chắc chắn hơn, máy phóng máy bay mạnh hơn, và bộ dây hãm máy bay mới Mk 5 được trang bị.
Bốn tháp pháo 5-inch/38 caliber nòng đôi nguyên thủy được tháo dỡ để chọn chỗ trống trên sàn đáp. Tám pháo 5-inch mới được bố trí bên mạn; các bệ pháo 3 inch/50 caliber nòng đôi thay thế cho pháo phòng không Bofors 40 mm, mang lại hiệu quả tốt hơn do sử dụng kíp nổ tiếp cận. Việc tái cấu trúc đã loại bỏ sự khác biệt giữa các phiên bản "thân ngắn" hay "thân dài"; mọi con tàu giờ đây đều có mũi tàu dạng cắt.
Đảo cấu trúc thượng tầng được thiết kế lại hoàn toàn, cao hơn nhưng có chiều dài chung ngắn hơn do tháo bỏ các bệ pháo. Ngoài ra các ống khói được tái thiết kế và nghiêng về phía sau để bố trí một cột ăn-ten radar và thông tin liên lạc trên đỉnh đảo cấu trúc thượng tầng. Để bảo vệ các đội bay tốt hơn, phòng chuẩn bị được chuyển đến bên dưới sàn chứa máy bay bọc thép cùng một thang máy lớn bên mạn phải giữa tàu để đưa đội bay lên sàn đáp. Dung lượng chứa xăng máy bay được tăng thêm 50%, lên đến 300.000 galông Mỹ (1.135.624 L) đồng thời khả năng bơm cũng tăng lên 50 galông Mỹ (189,3 L) mỗi phút.
Năng lực chữa cháy cũng được tăng cường qua việc bổ sung hai vách ngăn chống lửa và mảnh đạn cho sàn chứa máy bay, một hệ thống chữa cháy phung sương và bọt, cải thiện các vách ngăn nước an toàn. Các nâng cấp khác bao gồm hệ thống máy phát điện cùng thiết bị chứa và vận hành vũ khí bom đạn. Tất cả những nâng cấp này đã gia tăng thêm trọng lượng lên khung thân tàu, trọng lượng choán nước tăng khoảng 20%. Để bù trừ, đai giáp được tháo bỏ và bổ sung những tấm dắp hai bên lườn; mạn tàu ở mực nước rộng thêm 8–10 foot (2,4–3,0 m). Con tàu cũng ngập sâu hơn dưới nước và tốc độ tối đa bị giảm đôi chút, còn 31 hải lý trên giờ (57 km/h; 36 mph).

### Các phiên bản nâng cấp

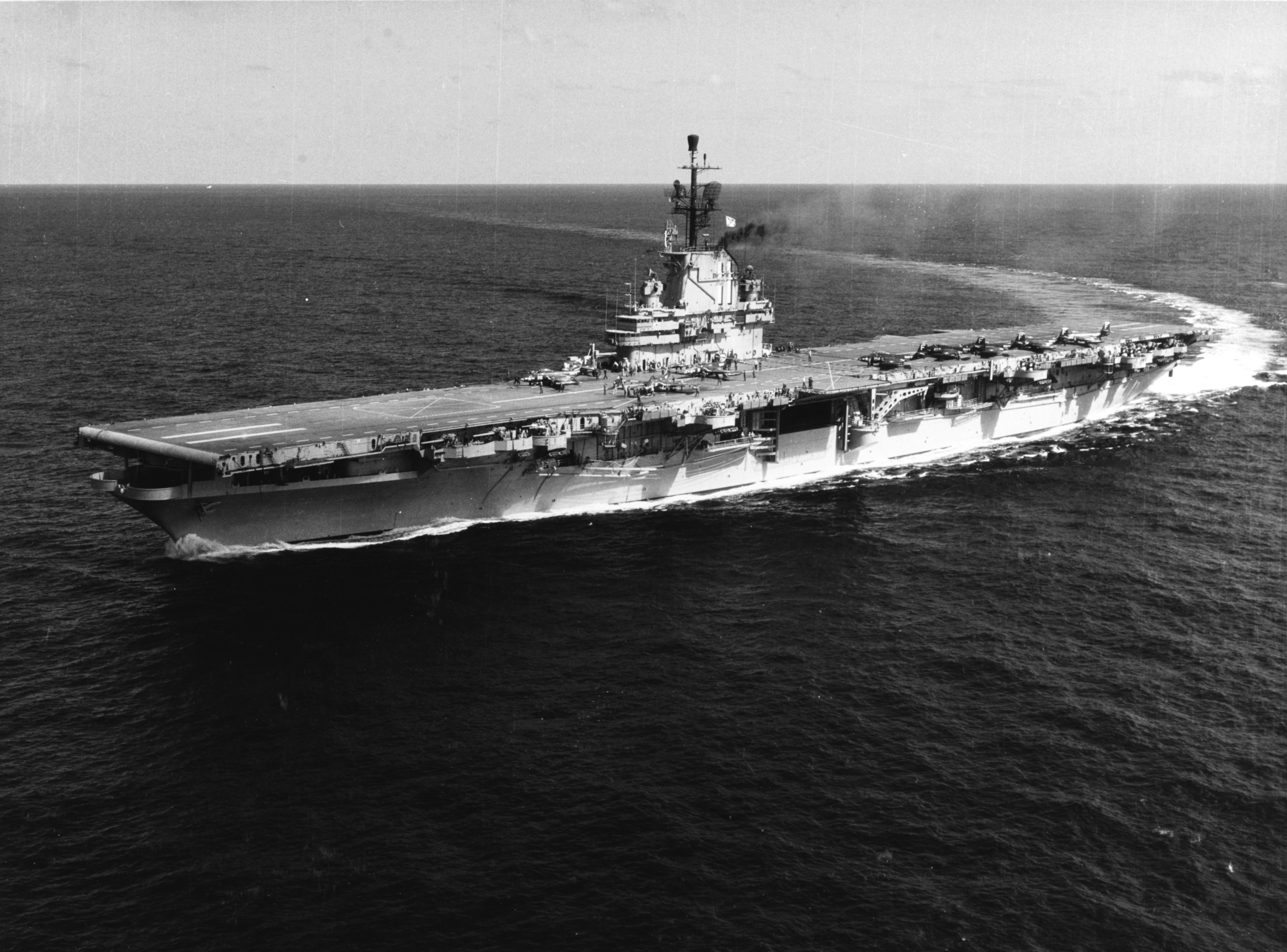
USS Intrepid trong cấu hình nâng cấp SCB-27C.

Hai phiên bản của chương trình nâng cấp chủ yếu là kết quả của thay đổi về kỹ thuật máy phóng vào đầu những năm 1950. Những chiếc SCB-27A sử dụng một cặp máy phóng thủy lực H 8, trong khi những chiếc theo phiên bản SCB-27C trễ hơn được trang bị một cặp máy phóng hơi nước C 11, một phát minh của Anh Quốc. Trong thực tế bốn chiếc máy phóng được trang bị đầu tiên cho Hancock và Ticonderoga do Anh sản xuất. Để chứa máy móc của thiết bị phóng, phiên bản SCB-27C nặng hơn phiên bản chị em SCB-27A đôi chút (43.060 so với 40.600 tấn) và mạn tàu cũng rộng hơn (103 so với 101 feet). Ngoài ra tàu sân bay kiểu SBC-27C còn trang bị lá chắn luồng hơi phản lực, bộ làm mát sàn đáp, thiết bị trộn nhiên liệu, màn chắn thu hồi khẩn cấp cũng như thiết bị chứa và vận hành vũ khí hạt nhân, vốn không có trên tất cả những chiếc SCB-27A. Trong phiên bản SCB-27C, thang nâng số 3 phía sau tàu được chuyển sang mạn phải; thang nâng này được bố trí lui hơn về phía sau trên ba chiếc SCB-27C đầu tiên so với những chiếc sau đó, vốn được nâng cấp đồng thời với sàn đáp chéo góc của chương trình SCB-125.
Do có lực phóng mạnh hơn, nghĩa là có thể vận hành những máy bay nặng hơn, những tàu sân bay được nâng cấp theo phiên bản SBC-27C có khả năng phục vụ như những tàu sân bay tấn công trong giai đoạn Chiến tranh Việt Nam. Trong khi đó những chiếc SCB-27A chị em đảm nhiệm vai trò như những tàu sân bay chống tàu ngầm.

## Lịch sử chương trình
Nguồn:www.history.navy.mil 
| Tàu                           | Chương trình | Xưởng tàu     | Bắt đầu        | Tái biên chế   | Rút biên chế   |
| ----------------------------- | ------------ | ------------- | -------------- | -------------- | -------------- |
| USS Oriskany (CV-34)          | SCB-27       | New York      | tháng 8, 1947  | tháng 9, 1950  | tháng 9, 1976  |
| USS Essex (CV-9)              | SCB-27A      | Puget Sound   | tháng 2, 1949  | tháng 1, 1951  | tháng 6, 1969  |
| USS Wasp (CV-18)              | SCB-27A      | New York      | tháng 5, 1949  | tháng 9, 1951  | tháng 7, 1972  |
| USS Kearsarge (CV-33)         | SCB-27A      | Puget Sound   | tháng 2, 1950  | tháng 2, 1952  | tháng 2, 1970  |
| USS Lake Champlain (CV-39)    | SCB-27A      | Norfolk       | tháng 8, 1950  | tháng 9, 1952  | tháng 5, 1966  |
| USS Bennington (CV-20)        | SCB-27A      | New York      | tháng 12, 1950 | tháng 11, 1952 | tháng 1, 1970  |
| USS Yorktown (CV-10)          | SCB-27A      | Puget Sound   | tháng 3, 1951  | tháng 2, 1953  | tháng 6, 1970  |
| USS Randolph (CV-15)          | SCB-27A      | Newport News  | tháng 6, 1951  | tháng 7, 1953  | tháng 2, 1969  |
| USS Hornet (CV-12)            | SCB-27A      | New York      | tháng 7, 1951  | tháng 9, 1953  | tháng 6, 1970  |
| USS Hancock (CV-19)           | SCB-27C      | Puget Sound   | tháng 12, 1951 | tháng 2, 1954  | tháng 1, 1976  |
| USS Intrepid (CV-11)          | SCB-27C      | Newport News  | tháng 4, 1952  | tháng 6, 1954  | tháng 3, 1974  |
| USS Ticonderoga (CV-14)       | SCB-27C      | New York      | tháng 4, 1952  | tháng 9, 1954  | tháng 9, 1973  |
| USS Shangri-La (CV-38)        | SCB-27C/125  | Puget Sound   | tháng 10, 1952 | tháng 1, 1955  | tháng 7, 1971  |
| USS Lexington (CV-16)         | SCB-27C/125  | Puget Sound   | tháng 9, 1953  | tháng 8, 1955  | tháng 11, 1991 |
| USS Bon Homme Richard (CV-31) | SCB-27C/125  | Hunters Point | tháng 5, 1953  | tháng 9, 1955  | tháng 7, 1971  |